# Станко Поклепович
Станко Поклепович (хорв. Stanko Poklepović, 19 квітня 1938, Спліт — 24 грудня 2018, Спліт) — хорватський футболіст, що грав на позиції захисника за клуб «Спліт». По завершенні ігрової кар'єри — тренер.

## Ігрова кар'єра
У дорослому футболі дебютував 1956 року виступами за команду «Спліт», кольори якої і захищав протягом наступних двох десятиріч. 

## Кар'єра тренера
Перший досвід тренерської роботи здобув ще наприкінці 1960-х та на початку 1970-х, коли поєднував виступи за «Спліт» із керуванням діями команди на полі.
У подальшому сконцентрувався на тренерській роботі. 1984 року уперше очолив тренерський сплітського «Хайдука». У своєму дебютному сезоні на чолі команди привів її до срібних нагород югославської першості.
Протягом другої половини 1980-х встиг також попрацювати з командами «Будучност», «Борац» (Баня-Лука) та «Цельє», після чого у 1990–1991 роках тренував кіпрський АПОЕЛ. 1991 року повернувся до «Хайдука» (Спліт), з яким наступного року виграв перший сезон новоствореної хорватської футбольної першості.
У 1992—1993 роках поєднував роботу на клубному рівні із тренуванням національної збірної Хорватії. А з 1994 по 1995 рік очолював тренерський штаб національної команди Ірану, після чого залишився у цій країні, ставши головним тренером клубу «Персеполіс».
В подальшому декілька разів повертався до Ірану, де встиг попрацювати також із «Сепаганом» та «Дамаш». Також тренував словенський «Цельє», угорський «Ференцварош» та хорватський «Осієк».
Ще двічи у 2010 і 2015 роках ставав головним тренером сплітського «Хайдука», в останнє у 77-річному віці. В обох випадках перебування на чолі команди було не дуже успішним і нетривалим.
Помер 24 грудня 2018 року на 81-му році життя в Спліті.

## Титули і досягнення

### Як тренера
- Чемпіон Хорватії (1):

«Хайдук» (Спліт): 1992
- Володар Кубка Хорватії (2):

«Осієк»: 1998—1999
«Хайдук» (Спліт): 2009—2010